# Дідьє Каорський
Дідьє (Дезидерій) Каорський (фр. Didier de Cahors, лат. Desiderius; бл. 580 — 15 листопада 655) — патрикій Провансу і префект Марселю в 629–634 роках, єпископ Каору в 630–654 роках, святий католицької церкви.

## Життєпис
Походив зі знатного галло-римського роду. Син Салвія та франкської аристократки Герхенфреди. Народився близько 580 року в м. Альбі. Ще хлопцем разом з братами Рустиком і Сіагрієм його було відправлено до двору короля Хлотара II. Тут здобув гарну освіту в Меровінзькій придворній школі, насамперед мав ґрунтовні знання з римського права.
Деякий час служив при дворі, керуючи королівськими маєтками та палацами. Наприкінці правління Хлотара II очолив королівську скарбницю, зберігши цю посаду при наступному королі — Дагоберті II. 629 року після смерті брата Сіагрія призначається патрикієм Провансу і префектом Марселю.
У 630 році його брата Рустика, єпископа Каору, було вбито під час бунту, після чого духовенство та містяни звернулися до короля затвердити новим єпископом Дідьє. Король надав згоду. 634 року склав з себе повноваження патрикія і префекта, зосередившись на церковній діяльності.
Був ревним прихильником монастирського життя, заснував монастир в околицях Каора, церква якого була присвячена Святому Амантію. Пізніше монастир було названо на честь його засновника. Іншим монастирем, що заснував Дідьє, був монастир Святого Петра Муассакського. В самому Каорі наказав звести великі базиліки Св. Марії, Св. Петра та Св. Юліана, а також ораторій на честь святого Мартина. Також опікувався жіночим монастирем поблизу Каору.
У 655 році помер від хвороби в маєтку Вістрілінгон поблизу Альбі. Поховано в церкві Св. Амантія в Каорі. Зараховано до лику святих. За заповітом передав усі свої маєтки Каорській єпархії. Також дістав прізвисько «Останній римлянин» за намагання зберегти давньоримську культуру, що відобразилося в його значному епістолярному доробку.